# Ljungsjön
Ljungsjön er en mindre sø i Linköpings kommun i Östergötlands länlän i Sverige. Søen ligger cirka fem kilometer nordvest for byen Ljungsbro. Ved den sydlige bred ligger Ljungs slot og et kort stykke sydøst derfor ligger Ljungs kyrka. Ljungsjön gennemløbes af Motala ström, og Göta kanal passerer syd om søen. Ljungsjön er opstemmet og fungerer som reservoir for Malfors kraftstation i Ljungsbro.
58°31′55″N 15°26′4″Ø / 58.53194°N 15.43444°Ø